# Anoteropsis cantuaria
Anoteropsis cantuaria es una especie de araña del género Anoteropsis, familia Lycosidae. Fue descrita científicamente por Vink en 2002.
Se distribuye por Nueva Zelanda. Los machos de A. cantuaria tienen cuerpos de 7 a 10 mm de largo, las hembras de 8 a 11,5 mm. Su cuerpo es de color marrón anaranjado, con un abdomen marrón negro con una raya tenue. Las patas son de color marrón amarillento con anillos.